# Albert Suerbeer

Siegel von Albert II. Suerbeer

Albert II. Suerbeer (* Ende des 12. Jahrhunderts in Köln; † zwischen November 1272 und März 1273 in Riga) war der erste Erzbischof von Riga.

## Leben
Albert studierte an der Sorbonne, schloss mit dem Magistergrad ab und wurde Domscholaster in Bremen. Nach dem Tod von Albert von Buxthoeven 1229 wurde er vom Bremer Erzbischof Gerhard II. zum Bischof von Riga ernannt. Das Domkapitel von Riga erkannte die Ernennung nicht an und wählte einen eigenen Kandidaten, den Magdeburger Domherrn Nikolaus von Nauen, welcher von Papst Gregor IX. 1231 bestätigt wurde.
Daraufhin wurde Albert am 30. September 1240 zum Erzbischof von Armagh geweiht und wurde damit Primas von Irland. Nach der Teilnahme am Konzil von Lyon 1245, wo er sich weiter als Anhänger des Papstes zeigte, verließ er Irland, weil Papst Innozenz IV. ihn im Streit mit dem Kaiser Friedrich II. um die Macht im Ostseeraum brauchte. Der Papst designierte ihn deshalb am 10. Januar 1246 zum Erzbischof von Preußen, Livland und Estland und am 19. März zum Legaten für Gotland, Holstein, Rügen, am 3. Mai desselben Jahres auch für Russland. In dieser Eigenschaft besuchte Albert schon 1246 das Fürstentum Halitsch, war dort aber erfolglos, da er kein Kreuzzugsheer gegen die Tataren aufbringen konnte, die Halitsch bedrohten. Da der Deutsche Orden keinen Erzbischofssitz in Preußen wünschte, einigte man sich durch Vermittlung Wilhelms von Modena auf Riga als Erzbischofssitz. Den konnte Albrecht noch nicht einnehmen, solange Nikolaus von Nauen dort Bischof war. Daher bekam Albert zunächst das vakante Bistum Lübeck und wurde außerdem Administrator des Bistums Chiemsee.
Nach Nikolaus von Nauens Tod 1253 wurde Riga Sitz des Erzbistums für die Länder des Deutschen Ordens. Die Bistümer von Dorpat, Ösel-Wiek, Kurland, Samland, Pomesanien, Ermland und Kulm wurden ihm unterstellt.
1267 verbündete sich Albert mit Gunzelin, dem Sohn des Grafen von Schwerin, der als Kreuzfahrer nach Livland kam. Albert ernannte Gunzelin zu einem Fürsprecher (Gouverneur) seiner Diözese, wodurch es zu einem tiefen Konflikt mit dem Livländischen Orden kam. Während Gunzelin Truppen in Deutschland rekrutierte, hielt der Orden Albert gefangen. Er wurde gezwungen, die Autorität des Ordens anzuerkennen.